# Tiffany James
Tiffany Donnama James (31 gennaio 1997) è una velocista giamaicana, medaglia d'argento nella staffetta 4×400 metri mista ai Mondiali di Doha 2019.

## Palmarès
| Anno | Manifestazione          | Sede         | Evento        | Risultato  | Prestazione | Note                                     |
| ---- | ----------------------- | ------------ | ------------- | ---------- | ----------- | ---------------------------------------- |
| 2013 | Mondiali U18            | Donec'k      | 400 m piani   | Bronzo     | 53"56       |                                          |
| 2014 | Mondiali U20            | Eugene       | 400 m piani   | Semifinale | 54"06       |                                          |
| 2014 | Mondiali U20            | Eugene       | 4×400 m       | Finale     | dq          |                                          |
| 2014 | Olimpiadi giovanili     | Nanchino     | 400 m piani   | Batteria   | 54"54       |                                          |
| 2016 | Mondiali U20            | Bydgoszcz    | 400 m piani   | Oro        | 51"32       | Miglior prestazione mondiale under 20    |
| 2016 | Mondiali U20            | Bydgoszcz    | 4×400 m       | Argento    | 3'31"01     |                                          |
| 2018 | Mondiali indoor         | Birmingham   | 4×400 m       | Finale     | dq          |                                          |
| 2018 | Giochi CAC              | Barranquilla | 400 m piani   | Oro        | 52"35       |                                          |
| 2018 | Giochi CAC              | Barranquilla | 4×400 m       | Argento    | 3'30"67     |                                          |
| 2018 | Campionati NACAC        | Toronto      | 4×400 m       | Argento    | 3'27"25     |                                          |
| 2019 | World Relays            | Yokohama     | 4×400 m       | 5ª         | 3'28"30     |                                          |
| 2019 | Giochi panamericani     | Lima         | 4×400 m       | Bronzo     | 3'27"61     |                                          |
| 2019 | Mondiali                | Doha         | 4×400 m       | Bronzo     | 3'22"37     | Miglior prestazione personale stagionale |
| 2019 | Mondiali                | Doha         | 4×400 m mista | Argento    | 3'11"78     | Record nazionale                         |
| 2022 | Mondiali indoor         | Belgrado     | 4×400 m       | Oro        | 3'28"40     | [ 1 ]                                    |
| 2022 | Mondiali                | Eugene       | 4×400 m mista | 5ª         | 3'12"71     |                                          |
| 2022 | Mondiali                | Eugene       | 4×400 m       | Argento    | 3'20"74     | [ 1 ]                                    |
| 2022 | Giochi del Commonwealth | Birmingham   | 400 m piani   | dns        | dns         |                                          |